# Castilleja ophiocephala
Castilleja ophiocephala är en snyltrotsväxtart som beskrevs av Tank och J.M.Egger. Castilleja ophiocephala ingår i släktet målarborstar, och familjen snyltrotsväxter. Inga underarter finns listade i Catalogue of Life.